# Вилтон Манорс (Флорида)
Вилтон Манорс (енгл. Wilton Manors) град је у америчкој савезној држави Флорида. По попису становништва из 2010. у њему је живело 11.632 становника.

## Демографија
Према попису становништва из 2010. у граду је живело 11.632 становника, што је 1.065 (8,4%) становника мање него 2000. године.
| Група             | 2000.         | 2010.         |
| Белци             | 9.159 (72,1%) | 8.283 (71,2%) |
| Афроамериканци    | 1.674 (13,2%) | 1.440 (12,4%) |
| Азијати           | 204 (1,6%)    | 252 (2,2%)    |
| Хиспаноамериканци | 1.228 (9,7%)  | 1.498 (12,9%) |
| Укупно            | 12.697        | 11.632        |